# Opština Gevgelija
Gevgelija (makedonsky: Општина Гевгелија) je opština na jihu Severní Makedonie. Gevgelija je také název města, které je centrem opštiny. Opština spadá do Jihovýchodního regionu.

## Geografie
Opština sousedí na západě s opštinou Kavadarci, na severozápadě s opštinou Demir Kapija, na severu s opštinou Valandovo, na východě s opštinou Bogdanci a na jihu s Řeckem.

## Demografie
Podle sčítání lidu v roce 2021 žije v opštině 21 582 obyvatel. Etnickými skupinami jsou:
- Makedonci = 19 778 (91,64 %)
- Valaši = 266 (1,23 %)
- Srbové = 217 (1,01 %)
- ostatní a neuvedené = 1321 (6,12 %)

## Osídlení
V opštině Gevgelija se nachází jedno město a 16 vesnic. Město je centrem opštiny, rovněž s názvem Gevgelija.
- Bogorodica
- Davidovo
- Gabrovo
- Huma
- Konsko
- Kovanci
- Miletkovo
- Miravci
- Moin
- Mrzenci
- Negorci
- Novo Konsko
- Petrovo
- Prdejci
- Sermerin
- Smokvica